# Etypur
Lo Etypur (in russo Етыпур?) è un fiume della Russia siberiana occidentale, braccio sorgentizio di sinistra dell'Ajvasedapur (bacino idrografico del Pur). Scorre nel Purovskij rajon del Circondario autonomo Jamalo-Nenec.

## Descrizione
Nasce dal versante settentrionale della catena di bassi rilievi conosciuti come Uvali siberiani, dal gruppo dei laghi Tagrėmtortian', attraversando poi una sezione del bassopiano della Siberia occidentale con direzione mediamente sud-nord, senza incontrare centri urbani di rilievo; si unisce con il fiume Erkalnadejpur dando origine all'Ajvasedapur. Suoi maggiori affluenti sono: Tyrl'jacha (lungo 158 km) e Chadutejjacha (130 km)
Lo Etypur è gelato in superficie, mediamente, dalla seconda metà di ottobre alla seconda metà di maggio; i minimi annuali di portata si raggiungono nei mesi di febbraio, marzo e aprile, mentre la stagione della piena annuale (nella quale viene evacuata circa la metà della portata annuale, che alla foce è circa 2,3 km³) va, in media, da metà maggio a metà luglio.